# Karhuluoto, Nådendal
Karhuluoto är en ö i Finland. Den ligger i Skärgårdshavet och i kommunen Nådendal i den ekonomiska regionen  Åbo ekonomiska region i landskapet Egentliga Finland, i den sydvästra delen av landet. Ön ligger omkring 25 kilometer sydväst om Åbo och omkring 170 kilometer väster om Helsingfors. 
Öns area är 39,2 hektar och dess största längd är 1,9 kilometer i öst-västlig riktning. Ön höjer sig omkring 30 meter över havsytan.
Inlandsklimat råder i trakten. Årsmedeltemperaturen i trakten är 4 °C. Den varmaste månaden är juli, då medeltemperaturen är 17 °C, och den kallaste är januari, med −8 °C.